# Alex Carmeno
Alex Carmeno (* 1940 in Vico del Gargano, Provinz Foggia) ist ein italienischer Modefotograf, Filmregisseur und Drehbuchautor.

## Leben
Carmeno arbeitete von 1967 bis 1979 als Modefotograf, bevor er sich dem Film zuwandte. Nach einigen Kurzfilmen drehte er 1984 zwei experimentelle Spielfilme.

## Filmografie
- 1984: Cat's
- 1984: Illusione